# Bronno
Bronno – wieś w Polsce położona w województwie łódzkim,kilka kilometrów na zachód od Łęczycy w powiecie łęczyckim, w gminie Łęczyca.
W Bronnie znajdują się zakłady produkcyjne firmy Ekopol - producenta przydomowych oczyszczalni ścieków, oraz zakład produkujący kostkę brukową. 
Znajduje się tutaj ujęcie wody zaopatrujące południową część gminy Łęczyca. Na ujęcie wody pitnej Bronno składają się dwie studnie głębinowe o łącznej wydajności 170 m³/h. 
W miejscowości Bronno znajduje się Stacja Uzdatniania Wody:
- średniodobowa wydajność stacji wynosi 558,2 m³/dobę;
- długość obsługiwanej sieci wodociągowej rozdzielczej to około 90,0 km.

W latach 1975–1998 miejscowość administracyjnie należała do województwa płockiego.